# 江口寿史のなんとかなるでショ!
『江口寿史のなんとかなるでショ!』（えぐちひさしのなんとかなるでショ!、NANTOKA NARUDESHO!）は、江口寿史によるギャグ漫画、及び表題とした漫画短編集。またこれを原作とするオリジナルビデオ作品。本稿では短編集を中心として記述する。
ビデオのメイキングをまとめた単行本として『なんとかなったワケ! 』 (NANTOKA NATTAWAKE! ) がある。

## 概要
1989年に角川書店のあすかコミックDXより発売。前作『寿五郎ショウ』以来2年振りとなる単行本で、作者の3冊目となる短編集。装幀から構成、文字のレイアウトに至るまで江口自身で手かげた力作。「江口寿史復活」と写真週刊誌にも取り上げられ、江口と喫茶店のオーナー（作中に登場するトーマス兄弟のモデル）との友情物語として紹介されている。
「月刊ASUKA」（角川書店）で連載された表題作の『江口寿史のなんとかなるでショ! 』（詳細は後述）を中心に、1985年から1988年にかけて各所で掲載された短編が収録されている他、作中に出て来る用語解説や編集者の座談会等が収録されており、OPNING ACT＋4部という構成となっている。なお江口の作品の他、同人漫画家の杏樹&紫苑…の作品が併せて収録されている。
週刊連載からドロップアウトし、制約から解放された江口が、のびのびと実験的な試みを世に問うた作品群であり、前作『寿五郎ショウ』及び次作『江口寿史の爆発ディナーショー』とあわせ「ショー三部作」と呼ばれる江口ギャグの一つの集大成である。
既に江口は遅筆及び途中で作品を投げ出す事で有名となっており、帯に書かれた「江口寿史、今世紀最後の単行本!? 日本一の遅筆野郎が、2年半の歳月をかけてついに完成!!」というあおり文句が当時の様子を端的に語っている（ただし『なんとかなるでショ! 』連載においては落としたのは1回のみ）。
1990年にはオリジナルビデオ化され、またビデオのメイキングをまとめた単行本『なんとかなったワケ! 』 (NANTOKA NATTAWAKE! ) も発売されている。

## OPNING ACT
章のある漫画
カラーの描き下ろしで、折り込みページである事を利用したショートギャグ作品。

## 第一部 なんとかなるでショ!
昭和61年から昭和63年にかけて 「月刊ASUKA」（角川書店）誌上において連載された『江口寿史のなんとかなるでショ! 』全20話を収録。
この『なんとかなるでショ! 』は連載作品であるものの、原則として1話完結のオムニバス形式の短編群であり、各話の繋がりは一部を除いて存在しない。1話8ページだが、各話の扉ページは懐かしの人物・キャラクターの肖像画となっていて内容とは一切関係なく、実質的には1話7ページとなっている。なお、江口寿史が「ちゃんと最終回まで執筆した」数少ない作品の一つである。
後述するオリジナルビデオはこの第一部を原作としている。
トーマス兄弟シリーズ
『トーマス兄弟にザンゲの値うちはあるのか?』、『トーマス兄弟の逆襲』の2編。双子でオカマのトーマス兄弟が、「そッれッだッけッなッらッばッまッだッイイがッ」を合い言葉に懺悔を続けるが、内容がどんどんエスカレートしていく。江口の名物キャラクターとなるトーマス兄弟のデビュー作。
地獄少年・うしみつくんシリーズ
『地獄少年・うしみつくん』、『怪!! 呪いのラッコ』、『ハワイに呪いの星ひとつ』、『うしみつくんよ永遠に』の4編。日ごろの鬱憤を丑の刻参りで晴らす根暗少年うしみつくんを主人公としたシリーズ作品。続編『それからのうしみつくん』が、『イーぢゃないかっ! 』の1本として『なんとかなったワケ! 』に収録。
ATTACK OF LOVE
ラブコメでありがちな出会いのパターンを逆手に取り、ギャグとした作品。ヒロインに次々と運命的な出会いがありそうなアクシデントが起きるが……。続編『それからのアタシ』が、『イーぢゃないかっ! 』の1本として『なんとかなったワケ! 』に収録。
彼女は毎朝、東西線で
ストーリー物で、シリーズ唯一のシリアスな作品。主人公は、通学の東西線の中で見かける美少女に恋をするが……。『青少年のための江口寿史入門 A Young Person's Guide to Eguchi Hisashi』に再録。
ジャミラおぢさんの悪夢
『エルム街の悪夢』と『愛と誠』のパロディ作品。女子学生早乙女愛は、死ぬほど笑えるギャグを言う、シャツを頭までかぶった奇妙な男の悪夢のために、眠れない日々を過ごすが……。続編『それからの早乙女愛』が、『イーぢゃないかっ! 』の1本として『なんとかなったワケ! 』に収録。
ポルノ・いぢめっこ校医さん
保健室での「治療」を題材とした作品。
旅の極北
全てのページが8コマに等分され、1〜2ページで様々な架空の人物の一生を淡々と描く。『青少年のための江口寿史入門』に再録。
圧縮
『ゴジラ』と梅宮辰夫の『くいしん坊!万才』のパロディ作品。『青少年のための江口寿史入門』に再録されている。また続編『それからのウメラ』が、『イーぢゃないかっ! 』の1本として『なんとかなったワケ! 』に収録。
ゴジラをパロディした怪獣ウメラが登場する。
スプリンター・ジュン
スプリンターとして素晴らしい才能を持つジュンの物語。一陣の風となり、魂を震わせて疾走するジュン。彼を追う、中年男の正体とは……。『青少年のための江口寿史入門』に再録。
ニューミュージック・プロモコミック「朝刊」
『朝刊』（歌：グレープ、作詞：さだまさし）の歌詞に絵をつける事によってギャグとした作品。この手法は後の『爆発ディナーショー』においても利用されている。
青春に光あれ
長らく失明していた少女が、手術によって回復する瞬間を描いた作品。続編『それからの千草と春樹』が、『イーぢゃないかっ! 』の1本として『なんとかなったワケ! 』に収録。
難儀な人々
タイトル通り難儀な人々を1〜2ページにまとめた作品。『美味しんぼ』等のグルメ漫画をパロディ化した話を含む。
眠る人々
タイトル通り睡眠をテーマとした作品。『青少年のための江口寿史入門』に再録。
SWITCH OFF
最終回。これまでに登場していた様々なキャラクターの「スイッチオフ」が描かれる。最後は逆にスイッチを入れてしまい、世界に終焉が訪れる。

### 主な登場人物
クリス・トーマス & フィリップ・トーマス
兄クリス、弟フィリップの双子の兄弟で共に22歳。2人とも口髭を生やした筋肉質のオカマで「喫茶トーマス」を営む。これ以降江口作品の名物キャラとなり、『爆発ディナーショー』や『キャラ者』にも登場している。なお喫茶トーマスはかつて吉祥寺に実在した喫茶店をモデルとしており、キャラクターもそこのオーナーをモデルとしている（ただしオカマではなかったとの事）。
柳 うしみつ（やなぎ -）
通称うしみつくん。10歳の小学生。見た目・性格・行動と全て暗く、ネガティブで運もない。自分を酷い目にあわせた人や物を藁人形で呪うのが趣味。墓に書かれた落書きから、学校でもいじめられていると思われる。ムロタニツネ象の『地獄くん』・つげ義春の『ねじ式』・日野日出志の影響を受けて生まれたキャラクター。誌上のキャラクター友達募集企画で、作者らの合コン募集(21通)に次ぐ15通を獲得した人気キャラクターであった。なお、2002年に発売された食玩「figuAX」の江口寿史シリーズにおけるシークレットキャラクターである。

### 扉で描かれた人物・キャラクター
- あべ静江
- 天地真理
- ピーター
- 中山千夏
- 麻丘めぐみ
- リンリン・ランラン
- アトム（手塚治虫の『鉄腕アトム』）
- イヤミ（赤塚不二夫の『おそ松くん』）
- へび女（楳図かずおの『へび少女』）
- 鉄人28号（横山光輝の『鉄人28号』）
- 8マン（桑田次郎の『8マン』）
- 鮎原こずえ（浦野千賀子の『アタックNo.1』）
- ハットリカンゾウ（藤子不二雄Ⓐの『忍者ハットリくん』）
- 友里アンヌ隊員（菱見百合子演じる『ウルトラセブン』の登場人物）
- 赤影（坂口祐三郎演じる『仮面の忍者 赤影』の登場人物）
- 車周作（高松英郎演じる『柔道一直線』の登場人物）
- ジロー（伴大介演じる『人造人間キカイダー』の登場人物）
- キャプテンウルトラ（中田博久演じる『キャプテンウルトラ』の登場人物）
- 朝丘ユミ（岡田可愛演じる『サインはV』の登場人物）
- 先ちゃん（作者のデフォルメされた自画像）

## 第二部 だからいったじゃないの!
雑誌も出版社もバラバラな様々な短編が集められている。
不治は日本一の病
1987年に「GAG ACTION」（「漫画アクション」の増刊号）に掲載。ギャグが不足すると死に至る奇病にかかった少女を救おうとする様を描く、4ページのギャグ短編。『エリカの星』の一条先生、『寿五郎ショウ』の一の瀬博士が再登場。
あぶないしりとり
1986年「週刊少年宝島」に掲載。「ちりとり」からしりとりをはじめ、その単語にまつわるギャグを1〜4コマで描く4ページの短編。
ジョージ・A・ロメロに捧ぐ
山科けいすけ、いしいひさいち、江口、しりあがり寿の1・2ページの短編を集めた『エキサイティング劇場』の1編として、1986年に「ヤングジャンプ増刊」に2色で掲載。ゾンビを題材とした2ページのギャグ短編。
だからいったじゃないの
1987年に「月刊カドカワ」に掲載。女性観をまとめたエッセイ的作品。2ページ。
とにかく若大将
月刊誌「U」で連載。大学生加山U三と星U子の二人を主人公とした1ページ漫画。『NEW MEDIA』、『SPRING FEVER』、『SUMMER LIFE』、『LET'S BE A NATURALIST』の4編。

## 第三部 こりゃシャクだった!
25ページと収録作品中最長の短編『恋はガッツで』の他、江口の元に原稿を送りつけていた謎の同人漫画家、杏樹&紫苑…による作品『背徳のリフレイン』を収録。
恋はガッツで
「月刊ASUKA」昭和61年2月号・3月号の2回に分けて掲載された短編。2月号では扉ページのみカラーで9ページを掲載。4月号では扉をのぞく前号掲載分が、1/4程に縮小された上で彩色され、2ページで再録された。単行本では扉ページのみがカラーで収録されている。高校3年生の少女明日香ジュンの傷心旅行を描く25ページのギャグ短篇。『ゴルゴ13』をモデルとしたキャラが登場する他、『寿五郎ショウ』の一の瀬博士が再登場。『青少年のための江口寿史入門』に再録されている。
背徳のリフレイン
同人漫画家の杏樹&紫苑…による作品。本人達は耽美的なストーリー漫画として描いている物が場違いな江口の単行本に載る事によって強烈なギャグ漫画と化している。なお紫苑…は後に江口のアシスタントを務めたデビュー前の一條裕子で、彼女の作品は次作『爆発ディナーショー』においても紫苑…名義で取り上げられている。

## 第四部 ハイ、それまでョ!
あとがきから始まる、文章を主体とした章。
あとがき
名前の通りの江口によるあとがき。
作中用語解説
目次では「作中用語解説」と記されているが、ページ内の見出しは「登場人物及び固有名詞の索引と解説。」。この見出し通りの内容で、21世紀となった今では、前世紀のサブカルチャーを知る上での貴重な資料として読むことも出来る。ただし作者の記憶と主観の元に書かれているため、いくつかの間違いも含む。
ニューバトル座談会
江口寿史を歴代担当した各社の編集者による座談会。いかに江口に原稿を描かせるか、思わず涙をさそわれる苦心談が語られるという異例の構成になっている。
参加編集者（座談会当時の所属誌）
- 栗原一二（週刊漫画アクション）
- 江上英樹（ビッグコミックスピリッツ）
- 荻野民夫（月刊あすか）

## オリジナルビデオ
1990年に『江口寿史のなんとかなるでショ! 』のタイトルで『なんとかなるでショ! 』を映像化。話によって実写とアニメが使い分けられており、江口本人も「圧縮」に出演している。庵野秀明らが原画として参加している。VHSは1990年1月20日、LDは同年3月25日に発売された。

### スタッフ
- 監督：河崎実
- 演出・絵コンテ：りんたろう
- 撮影監督：石川欣一
- 音楽：松浦晃久
- 音響監督：本田保則
- 制作：マッドハウス

### 声の出演
- 神谷明
- 三ツ矢雄二
- 屋良有作
- 向殿あさみ
- 冬馬由美
- 鈴木れい子
- 西村知道

### 出演
- 藤森真奈
- 金剛寺美樹
- 江口寿史（特別出演）
- 萩野民夫（特別出演）

## なんとかなったワケ!
1990年に発売されたビデオのメイキングをまとめた単行本。『なんとかなるでショ! 』と同じく、あすかコミックDXより発売。
メイキングの他ポストカード等のオマケ、描き下ろし漫画、吉田戦車・相原コージとの3者対談、赤塚不二夫との対談などが収録されている。

### 収録作品
イーぢゃないかっ!
『なんとかなるでショ! 』に登場した人物のその後を描いた、カラー7ページの描き下ろしコマ漫画。『ATTAC OF LOVE』の続編『それからのアタシ』、『圧縮』の続編『それからのウメラ』、『青春に光あれ』の続編『それからの千草と春樹』、『ジャミラおぢさんの悪夢』の続編『それからの早乙女愛』、『地獄少年・うしみつくんシリーズ』の続編『それからのうしみつくん』の5本。後にモノクロにしたものが『それからの私たち』に改題の上、『江口寿史の犬の日記、くさいはなし、その他の短篇』に再録されている。